# Tortuga (Wenezuela)
Tortuga (hiszp. Isla La Tortuga) – niezamieszkana wyspa w grupie Wysp Zawietrznych, w archipelagu Małych Antyli, należąca do dependencji federalnych Wenezueli. Należy do grupy wysp obejmującej m.in. także wyspy Tortuguillos i Herradura i mieliznę koralową Palanquines. Główna wyspa zajmuje obszar 155 km² (25 km długości w osi wschód-zachód i 12 km szerokości w osi północ-południe) i jest drugą pod względem powierzchni, po Margaricie wyspą Wenezueli.

## Historia
Na długo przed konkwistą europejską Nowego Świata, Wenezuelska wyspa La Tortuga była odwiedzana przez Indian z pobliskiego lądu, którzy korzystali z jej zasobów naturalnych, między innymi: soli, ryb i żółwi morskich. Nazwa wyspy pochodzi od wielkiej ilości żółwi morskich które przypływają na jej rozlegle i piaszczyste plaże aby składać jaja. Nie należy mylić tej wyspy z inna wyspą Tortuga (Île de la Tortue) położoną w pobliżu Haiti, która jest znana z literatury opisującej dzieje piractwa na Morzu Karaibskim.
Wenezuelska Tortuga była odwiedzana przez Holendrów w latach 1624–1638, w celu eksploatacji salin położonych we wschodniej części wyspy. Zostali oni jednak wyrzuceni  w roku 1638 przez gubernatora Cumaná, Benito Arias Montano, który zniszczył zbudowane przez nich drewniane fortece, a saliny zatopił z pomocą swojego wojska i sprzymierzonych Indian.
Od tej pory wyspa nie ma stałych mieszkańców, a jej ekosystem pozostaje nietknięty przez działalność człowieka, co czyni ją jednym z ostatnich "dziewiczych" miejsc w Wenezueli.